# Amon Göth
Amon Leopold Göth, también escrito Goeth (Viena, 11 de diciembre de 1908-Cracovia, 13 de septiembre de 1946), fue un oficial austríaco de las SS y comandante del campo de concentración de Plaszow en la Polonia ocupada por la Alemania nazi durante la Segunda Guerra Mundial. Tras el fin del conflicto, fue juzgado como criminal de guerra en Cracovia por el Tribunal Supremo Nacional de Polonia y declarado culpable de ordenar el encarcelamiento, la tortura y asesinato de numerosas personas. También fue encontrado culpable de homicidio, la primera condena de este tipo en un juicio por crímenes de guerra, por «matar, mutilar y torturar a un gran número no aclarado de personas». Fue ejecutado en la horca el 13 de septiembre de 1946 cerca del campo de Plaszow que él dirigió.
La película de 1993 La lista de Schindler, en la que Göth fue interpretado por el actor Ralph Fiennes, representa su etapa como director del campo de concentración de Plaszow y su ejecución.

## Biografía

### Primeros años y carrera en las SS
Göth nació el 11 de diciembre de 1908 en Viena, entonces capital del Imperio austrohúngaro, en el seno de una familia dedicada a la industria editorial. Formó parte de un grupo paramilitar antisemita y nacionalista, el Heimwehr —Guardia de la Patria—, desde 1927 a 1930. En septiembre de 1930 abandonó esa formación para unirse a la rama austríaca del Partido Nazi, donde recibió el número de afiliado 510 764. Ese mismo año se unió a las SS austríacas con el número 43 673.
Göth sirvió con las SS Truppe Deimel y Sturm Libardi en Viena hasta enero de 1933, cuando fue ascendido a ayudante y líder de pelotón del 52.º Estandarte de las SS, una unidad del tamaño de un regimiento. Muy poco después consiguió el rango de Scharführer, líder de escuadrón. Cuando la policía lo puso en busca y captura por sus actividades ilegales, huyó a Alemania. El Partido Nazi austríaco fue declarado ilegal en Austria el 19 de junio de 1933 y por ello se tuvieron que trasladar a Múnich, ciudad desde la que Göth se dedicó al contrabando de radios y armas dentro de Austria y actuó como mensajero de las SS. Fue arrestado en octubre de 1933 por las autoridades austríacas y liberado en diciembre por falta de pruebas. Fue detenido de nuevo después del asesinato del canciller austríaco Engelbert Dollfuss el 25 de julio de 1934 en un fallido intento de golpe de Estado por parte de los nazis. Se fugó y huyó al campo de entrenamiento de las SS en Dachau, cercano al infame campo de concentración de Dachau. Hasta 1937 abandonó sus actividades con las SS y vivió en Múnich ayudando a sus padres en el negocio editorial. Göth se casó en 1934 con Olga Janauschek por recomendación de sus padres, pero se divorció a los pocos meses.
Regresó a Viena poco después del Anschluss —incorporación de Austria a la Alemania nazi— en 1938 y retomó sus actividades con el partido nazi. Se casó con Anny Geiger en una ceremonia civil de las SS en octubre de 1938. El matrimonio, que tuvo tres hijos, vivió en Viena durante los primeros años de la Segunda Guerra Mundial. En un principio, Göth estuvo asignado al 89.º Estandarte de las SS y al comienzo del conflicto fue destinado al 1.º SS-Sturmbann del 11.º Estandarte y ascendido a Oberscharführer —sargento— a comienzos de 1941. Pronto se ganó cierta reputación como administrador con experiencia en los esfuerzos de los nazis por aislar y reubicar a la población judía de Europa, actuando como Einsatzführer —Líder de acción— y oficial financiero del Reichskommissariat für die Festigung deutschen Volkstums —Comisario del Reich para el fortalecimiento de la nación alemana—. El 14 de julio de 1941 ascendió a Untersturmführer —subteniente— de las SS.
En el verano de 1942, Amon Göth fue transferido a Lublin, en la Polonia ocupada, donde se unió al equipo del Brigadeführer Odilo Globocnik, jefe de la policía de las SS en la zona de Cracovia. Allí participó en la Operación Reinhard, el nombre en código para la creación de tres campos de exterminio en Bełżec, Sobibor y Treblinka. Nada se sabe de sus actividades en los seis meses que duró esta operación porque a sus participantes se les obligó a guardar silencio, pero de acuerdo a las transcripciones de su juicio tras la guerra, Göth fue responsable de acorralar y trasladar a las víctimas que murieron en estos campos de exterminio.

### Plaszow

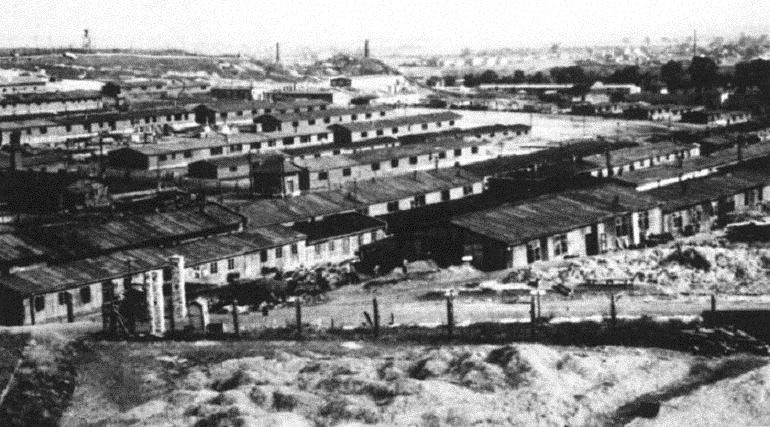
Campo de concentración de Płaszów.

Göth fue asignado a la unidad Totenkopfverbände del servicio de campos de concentración de las SS, donde su primera tarea a partir del 11 de febrero de 1943 fue supervisar la construcción del campo de concentración de Plaszow en Cracovia, del que luego fue comandante. Las instalaciones se levantaron en un mes usando mano de obra esclava. El 13 de marzo de 1943, el gueto de Cracovia fue liquidado y todos sus ocupantes en condiciones de trabajar fueron trasladados al nuevo campo de Plaszow. Varios miles de judíos que no fueron considerados aptos para el trabajo fueron enviados a campos de exterminio, mientras que varios cientos más fueron ejecutados en las calles del gueto por los nazis durante el desalojo.
Además de dirigir Plaszow, a partir del 3 de septiembre de 1943 Göth fue el oficial a cargo de la liquidación del gueto de Tarnów, habitado desde el comienzo de la guerra por 25 000 judíos —alrededor del 45% de la población de la ciudad—. Todos fueron transportados en tren hasta el campo de concentración de Auschwitz, pero menos de la mitad sobrevivieron al viaje. La mayoría de los supervivientes no fueron considerados aptos para trabajar y se les asesinó inmediatamente después de su llegada. Según los testimonios de varios testigos en el juicio contra Göth en 1946, este disparó y mató personalmente a entre treinta y noventa mujeres y niños durante la liquidación del gueto.
Amon Göth también fue el responsable de la liquidación del campo de concentración de Szebnie, que alojaba a 4000 judíos y 1500 trabajadores esclavos polacos. Las pruebas presentadas en el juicio indicaron que Göth delegó esta tarea en su subordinado, el Hauptscharführer Josef Grzimek, que fue enviado para ayudar con las ejecuciones en masa al comandante del campo, Hans Kellermann. Entre el 21 de septiembre de 1943 y el 3 de febrero de 1944, este campo fue gradualmente liquidado; alrededor de un millar de víctimas fueron trasladadas a un bosque cercano y ejecutadas de un disparo, mientras que el resto se enviaron a Auschwitz y se les dio muerte en las cámaras de gas nada más llegar.
En abril de 1944, Göth fue ascendido a Hauptsturmführer —capitán— y nombrado oficial en la reserva de las Waffen-SS. A comienzos de 1944, Plaszow pasó de ser un campo de trabajo a campo de concentración permanente bajo la autoridad directa de la Oficina Económica y de Administración de las SS. Mietek Pemper testificó en el juicio que fue durante el período anterior cuando Amon Göth cometió la mayor parte de los asesinatos indiscriminados por los que es tristemente famoso. Los campos de concentración estaban más controlados por las SS que los campos de trabajo, por lo que las condiciones para los presos mejoraron ligeramente tras el cambio de estatus del lugar.

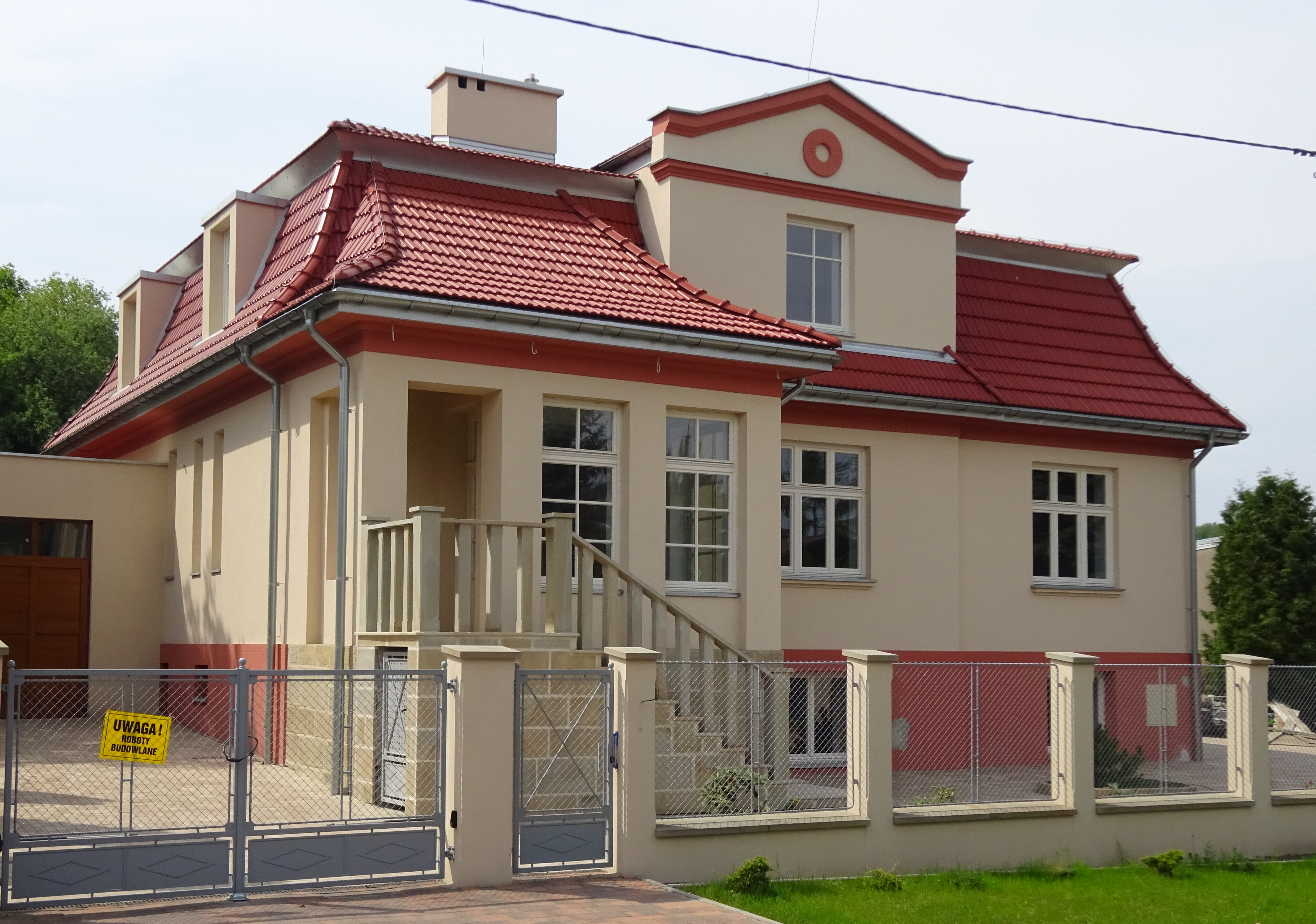
La casa de Amon Göth junto al campo de concentración de Plaszow (foto de 2018).

El campo de Plaszow albergaba a unos 2000 internos cuando abrió, pero en su momento de mayor ocupación en 1944 llegó a contener 25 000 prisioneros custodiados por 636 guardias; además, por este lugar pasaron de forma temporal 150 000 personas en su condición de campo de tránsito. Amon Göth mataba prisioneros de forma arbitraria todos los días. Sus dos perros, Rolf y Ralf, estaban entrenados para desgarrar a los internos hasta la muerte. Göth disparaba a los presos desde la ventana de su oficina junto al campo si veía que se movían despacio o estaban descansando en el patio. Mató de un disparo a un cocinero judío porque la sopa estaba muy caliente y dispensaba un trato brutal a sus dos criadas, Helen Jonas-Rosenzweig y Helen Hirsch, quienes temían diariamente por sus vidas.

Como superviviente puedo contarte que todos éramos personas traumatizadas. Nunca creí que un ser humano pudiera ser capaz de semejante horror y atrocidades. Cuando lo veíamos desde la distancia, todo el mundo se escondía, en las letrinas o en donde pudieran. No podría decirte cuánto lo temía la gente.
Helen Jonas-Rosenzweig 

Poldek Pfefferberg, uno de los judíos salvados por Oskar Schindler, dijo: «Cuando veías a Göth, veías a la muerte». Sin embargo, Amon Göth perdonó las vidas de la prisionera judía Natalia Hubler y de su hermana después de escucharlas tocar un nocturno de Chopin en el piano al día siguiente de que ellas llegaran a Plaszow.
Göth creía que si un miembro de un equipo de trabajo escapaba o cometía alguna infracción, todo el equipo debía ser castigado. En una ocasión ordenó que todos los segundos miembros de una cuadrilla de trabajo fueran asesinados porque uno de ellos había huido; en otra ocasión él mismo mató a disparos a un miembro de cada grupo de trabajo porque uno de ellos no había regresado al campo. El principal lugar de ejecución en Plaszow era Hujowa Górka, una colina en la que se cometieron asesinatos en masa. Pemper testificó que en Plaszow se ejecutó a entre ocho y doce mil personas.

### Destitución y captura
El 13 de septiembre de 1944, Göth fue relevado de su cargo y acusado por las SS del robo de propiedades judías —que pertenecían al estado alemán según la legislación nazi—, de no alimentar adecuadamente a los presos bajo su cargo, de la violación de las reglas del campo sobre el trato y el castigo a los internos y de permitir el acceso a los registros del campo a personal no autorizado. La administración del campo de Plaszow pasó a manos del Obersturmführer Arnold Büscher. Göth fue citado a comparecer ante el juez de las SS Georg Konrad Morgen, pero la inminente derrota alemana en la Segunda Guerra Mundial provocó que los cargos fueran retirados a comienzos de 1945. Los médicos diagnosticaron que Göth sufría una enfermedad mental y fue internado en un hospital psiquiátrico en Bad Tölz, donde fue arrestado por militares estadounidenses en mayo de 1945.

### Juicio y ejecución

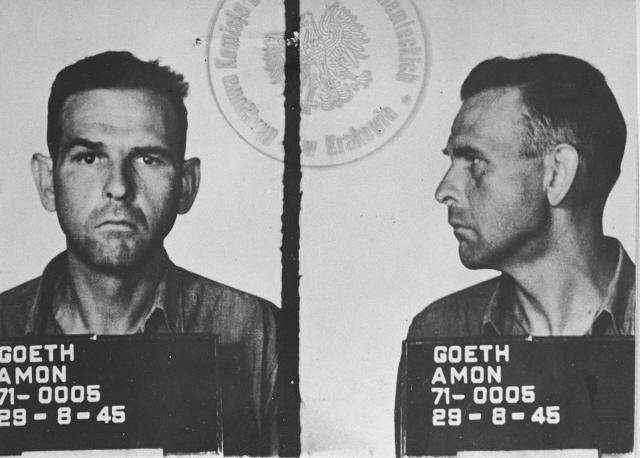
Amon Göth tras su detención en 1945.

Tras el final de la Segunda Guerra Mundial, Amon Göth fue extraditado a Polonia y juzgado en Cracovia por el Tribunal Supremo Nacional entre el 27 de agosto y el 5 de septiembre de 1946. Fue declarado culpable de pertenecer al partido nazi —que había sido declarado organización criminal— y de ordenar el encarcelamiento, tortura y exterminio de numerosas personas. También fue declarado culpable de homicidio, la primera condena de este tipo en un juicio por crímenes de guerra por «matar, mutilar y torturar a un gran número no aclarado de personas». Fue condenado a muerte y ejecutado en la horca el 13 de septiembre de 1946 en la prisión de Montelupich de Cracovia, no muy lejos del emplazamiento del campo de Plaszow. Las últimas palabras de Göth fueron «Heil Hitler». Su cuerpo fue incinerado y las cenizas se arrojaron al río Vístula.

## Familia
Fruto del matrimonio de Göth con Anny Geiger en 1938 nacieron tres hijos: Peter, nacido en 1939 y que murió de difteria a los siete meses; Werner, nacido en 1940; e Ingeborg, nacida en 1941.
Además de sus dos matrimonios, Amon Göth mantuvo una relación de dos años con Ruth Irene Kalder, una esteticista y aspirante a actriz a la que conoció a finales de 1942 o principios de 1943 cuando ella trabajaba como secretaria del empresario Oskar Schindler en la fábrica de menaje de cocina que este poseía en Cracovia. Ruth se mudó enseguida a vivir con el oficial de las SS y se convirtió en su amante. Tras la ejecución de Göth, decidió adoptar su apellido. La última hija de Göth fue Monika Hertwig, que nació en noviembre de 1945 en Bad Tölz fruto de su relación con Kalder.

## Retrato en los medios

### La lista de Schindler
La figura de Amon Göth y sus acciones como comandante del campo de Plaszow se hicieron mundialmente famosas con su aparición como villano en la película de Steven Spielberg La lista de Schindler (1993), en la que lo interpreta el actor británico Ralph Fiennes. Por este papel, Fiennes ganó el premio BAFTA al mejor actor de reparto y fue nominado al premio Óscar al mejor actor de reparto. Su interpretación de Amon Göth mereció que lo colocaran en el puesto quince de la lista de los cincuenta mejores villanos de la historia del cine elaborada por el American Film Institute, el primero basado en un personaje real. Cuando a Mila Pfefferberg, una judía superviviente del campo de Plaszow, le presentaron a Ralph Fiennes vestido con el uniforme de las SS durante el rodaje de La lista de Schindler, comenzó a temblar de manera incontrolable porque le recordó vivamente al auténtico Amon Göth.

### Monika Hertwig
En 2002 la hija de Göth, Monika Hertwig, publicó sus memorias en las que relataba la vida de su madre, Ruth Kalder Göth, que glorificó de manera incondicional al oficial nazi hasta que afrontó la gravedad de sus acciones durante el Holocausto. Ruth se suicidó en 1983, poco después de conceder una entrevista para el documental Schindler, de Jon Blair. La existencia de Hertwig con el peso de las acciones de su padre sobre la conciencia se detalla en Inheritance, otro documental dirigido en 2006 por James Moll. En este documental también aparece Helen Jonas-Rosenzweig, una de las criadas de Göth, y se retrata su encuentro con Monika en el memorial de Plaszow en recuerdo de las víctimas del campo de concentración. Jonas-Rosenzweig afirmó sobre este encuentro:

Es duro para mí porque ella me recuerda mucho a él, ya sabes… es alta y tiene algunos rasgos de su padre. Y yo lo odiaba. Pero ella es una víctima, y creo que es importante porque su voluntad es contar la historia en Alemania. Me dijo que la gente no quiere saber, tan solo continuar con sus vidas. Pero yo pienso que es importante, porque hay muchos descendientes de los perpetradores, y creo que es valiente por atreverse a hablar de ello, porque es difícil. Ella está afectada por el hecho de que su padre fuera uno de los ejecutores. Pero mis hijos también están afectados. Es por eso por lo que hemos venido aquí. El mundo debe saberlo para evitar que algo así se repita.

Hertwig también aparece en el documental Hitler's Children (2011), dirigido y producido por el documentalista israelí Chanoch Zeevi. En él varios descendientes y parientes de infames líderes nazis describen sus sentimientos, relaciones y recuerdos acerca de sus familiares. Jennifer Teege, hija de Hertwig y de un ciudadano nigeriano de raza negra, descubrió que Amon Göth era su abuelo con la publicación de las memorias de su madre en 2002. Reflexionó sobre su antepasado en un libro editado en 2013 con el título Mi abuelo me habría pegado un tiro.

## Sumario de su carrera en las SS
- Número de las SS: 43 673
- Número del partido nazi: 510 764
- Puesto principal: Lagerkommandant, comandante del campo de concentración de Płaszów.
- Servicio en las Waffen-SS: SS-Hauptsturmführer der Reserve[47]

Fechas de los ascensos
| Rangos de Göth en las SS | Rangos de Göth en las SS                      |
| Fecha                    | Rango                                         |
| ------------------------ | --------------------------------------------- |
| 1930                     | SS-Mann                                       |
| c. 1935                  | SS-Scharführer                                |
| 1941                     | SS-Oberscharführer                            |
| 14 de julio de 1941      | SS-Untersturmführer                           |
| 1 de agosto de 1943      | SS-Hauptsturmführer                           |
| 20 de abril de 1944      | SS-Hauptsturmführer der Reserve der Waffen-SS |

Condecoraciones
- Medalla del Anschluss
- Distintivo Alemán de los Deportes (Plata)
- SS Julleuchter
- Cabrio de honor de la vieja guardia[47]

En el momento de su captura por el ejército estadounidense, Amon Göth afirmó que acababa de ser ascendido al rango de Sturmbannführer (equivalente a mayor), algo que no figura en su ficha de las SS. Sin embargo, varias transcripciones de interrogatorios estadounidenses lo etiquetan como «Mayor de las SS Göth». El Obersturmbannführer de las SS Rudolf Höß, comandante del campo de concentración de Auschwitz, ratificó esta afirmación en su propio juicio cuando testificó que Göth tenía el rango de mayor en el servicio de campos de concentración. Los registros del final de la guerra no son exhaustivos y por ello es posible que Amon Göth fuera ascendido pero no aparezca en los documentos. Muchos libros de historia se refieren a él simplemente como Hauptsturmführer (capitán).